# Fred Catherwood
Fred Catherwood (n. 30 ianuarie 1925, Castledawson⁠(d), Derry⁠(d), Irlanda de Nord, Regatul Unit – d. 30 noiembrie 2014, Cambridge, Anglia, Regatul Unit) a fost un om politic britanic, membru al Parlamentului European în perioadele 1979-1984, 1984-1989 și 1989-1994 din partea Regatului Unit. 